# Кладбище на месте строевого плаца 4-го батальона
Кладбище на месте строевого плаца 4-го батальона (англ. 4th Battalion Parade Ground Cemetery) — воинское кладбище комиссии Содружества наций по уходу за военными захоронениями расположенное в районе бухты Анзак, на Галлипольском полуострове. На нём покоятся останки солдат Антанты погибших в Дарданелльской операции.

## Исторический фон
25 апреля 1915 года австралийские и новозеландские части десантировались в секторе бухты Анзак. Началась длительная 8-месячная военная кампания. 4-й батальон 1-й австралийской дивизии участвовал во второй и третьей волне десанта 25 апреля. На следующий же день погиб командир батальона — подполковник Эстли Томпсон. В дальнейшем, со стабилизацией, батальон занимал оборонительный рубеж на юге центральной части линии фронта, в августе принимал участие в битве у одинокой сосны. В декабре 1915 года 4-й батальон был эвакуирован с полуострова вместе с другими частями войск Союзников.

## Описание
Кладбище использовалось 4-м батальоном со дня высадки до июня 1915 года. Командир батальона, Эстли Томпсон, был также похоронен здесь. К моменту эвакуации, помимо 34 военнослужащих батальона (большинство из которых погибло между 19 и 23 мая 1915 года) здесь нашли свой покой шесть человек из других частей. После наступления перемирия этот некрополь было решено расширить за счёт переноса на его территорию могил с двух других небольших кладбищ, располагавшихся неподалёку. Речь шла о кладбище на месте строевого плаца 3-го батальона, обустроенном к югу, на противоположном склоне долины, и состоявшем из 31 могилы воинов 3-го батальона (два из которых погибли 25 апреля, а остальные между 19 и 23 мая 1915 года). Вторым местом погребения подлежавшим переносу было кладбище на месте строевого плаца 22-го батальона, размещённом к юго-востоку и состоявшем из 16 могил солдат, погибших с 16 по 20 мая 1915 года.
Сегодня некрополь находится в 200 метрах пешеходного пути от дороги и занимает территорию прямоугольной формы общей площадью 581 м². По бокам он обрамлён зарослями кустарниковых насаждений, заднюю границу составляет гряда деревьев. Своим входом обращён на юго-восток. Из 116 погребённых здесь военнослужащих 6 опознано не было. Имеется 107 индивидуальных могил австралийских солдат и 3 британских моряков и морских пехотинцев.